# NGC 1131
NGC 1131 (również PGC 10964) – galaktyka eliptyczna (E), znajdująca się w gwiazdozbiorze Perseusza. Odkrył ją William Parsons 8 grudnia 1855 roku. Niektóre katalogi i bazy obiektów astronomicznych (np. baza SIMBAD) błędnie podają, że NGC 1131 to sąsiednia galaktyka PGC 10980.